# تلمبه عباس مظفری
تلمبه عباس مظفری، یک آبادی از توابع بخش مرکزی، شهرستان کرمان در استان کرمان ایران است.

## جمعیت
این آبادی در دهستان زنگی‌آباد قرار دارد و براساس سرشماری مرکز آمار ایران در سال ۱۳۹۵، جمعیت دائم آن ۱۰ نفر (۵ خانوار) بوده‌است.